# Dodonaea lagunensis
Dodonaea lagunensis là một loài thực vật có hoa trong họ Bồ hòn. Loài này được M.E.Jones mô tả khoa học đầu tiên năm 1933.